# جامعة مايجو
جامعة مايجو هي جامعة خاصة في اليابان تأسست سنة 1926.

## وصلات خارجية
- الموقع الرسمي